# ميشيل غوغنهايم
ميشيل غوغنهايم (بالإنجليزية : Michel Gugenheim) هو كبير الحاخامات في باريس. كما تولى منصب الحاخام الأكبر المؤقت لفرنسا في عام 2013 بعد استقالة جيل بيرنهايم ، الحاخام الأكبر السابق لفرنسا وظل في هذا المنصب حتى انتخاب الحاخام حاييم كورسيا.
نشرت لكسبرس تسجيل فيديو سري يدعي فيه مشاركة غوغنهايم بابتزاز 120 ألف دولار من امرأة مقابل الحصول على وثيقة. وتنفي جوجنهايم هذه المزاعم